# Список глав правительства Грузии
Список глав правительства Грузии включает лиц, занимавших пост премьер-министра в Грузии или пост главы правительства или подобных исполнительных органов власти в процессе развития современной национальной государственности страны, включая глав независимой Грузинской Демократической Республики, ССР Грузия в составе союзной республики СССР, союзной республики и вновь независимого государства.
В настоящее время главой правительства страны является Премьер-министр Грузии (груз. საქართველოს პრემიერ-მინისტრი). Глава кабинета назначается президентом Грузии, но должен иметь поддержку большинства парламента.
Использованная в первом столбце таблиц нумерация является условной (цифровая, а также отдельно буквенная для правительства в изгнании); также условным является использование в первом столбце цветовой заливки, служащей для упрощения восприятия принадлежности лиц к различным политическим силам без необходимости обращения к столбцу, отражающему партийную принадлежность. Наряду с партийной принадлежностью, в столбце «Партия» также отражён беспартийный статус персоналий. В столбце «Выборы» отражены состоявшиеся выборные процедуры, сформировавшие состав парламента, утвердившего состав правительства или поддержавшего его. Для удобства список разделён на принятые в историографии периоды истории страны. Приведённые в преамбулах к каждому из разделов описания этих периодов призваны пояснить особенности её политической жизни.

## Грузинская Демократическая Республика (1918—1921)
15 (28) ноября 1917 года на совещании представителей политических сил региона был создан Закавказский комиссариат — временное коалиционное правительство в Закавказье, являвшееся на тот момент высшим органом власти в регионе. 10 (23) февраля 1918 года из депутатов, избранных во Всероссийское Учредительное собрание от Закавказья, комиссариат созвал парламент — Закавказский сейм. 13 (26) марта сейм упразднил комиссариат и сформировал Закавказское правительство, 9 (22) апреля провозгласил Закавказье независимой Закавказской Демократической Федеративной Республикой (ЗДФР). В ходе Батумской мирной конференции, проходившей 11—26 мая 1918 года, возникли разногласия между делегациями закавказской стороны: меньшевики и дашнаки ориентировались на Германию, мусаватисты — на Турцию. Грузинский и армянский Национальные советы высказывались за создание отдельных государств. 26 мая Закавказский сейм, признав факт распада федерации, объявил о самороспуске. В тот же день грузинский Нацсовет принял Акт о независимости (груз. დამოუკიდებლობის აქტი), тем самым провозгласив независимость Грузинской Демократической Республики (груз. საქართველოს დემოკრატიული რესპუბლიკა, ГДР) от ЗДФР, и образовал коалиционное правительство во главе с Ноем Рамишвили, которое, в свою очередь, обратилось к Германии за поддержкой: в конце мая — начале июня германские войска вступили на территорию Грузии.
Войска Германии, вплоть до её поражения в Первой мировой войне, находились в Грузии; в декабре страну оккупировали британские войска, остававшиеся в ней до июля 1920 года. В феврале 1919 года роль парламента перешла от Национального совета (объявившего себя таковым в октябре 1918 года) к Учредительному собранию с доминирующей Социал-демократической партией. 12 марта собрание ратифицировало Акт о независимости. 21 марта собрание провело первые выборы главы правительства, которым вновь стал Ной Жордания (позже им было сформировано меньшевистское правительство). Сложившаяся к 1920 году внутренняя и внешняя политическая обстановка обострилась, что побудило правительство подписать 7 мая договор с РСФСР, по которому Грузия обязывалась разорвать связи с российскими контрреволюционными силами, вывести из страны иностранные войска, легализовать большевистские организации. Однако 11 февраля 1921 года в восточной Грузии началось большевистское восстание. 16 февраля был создан Революционный комитет Грузии (Ревком), руководители которого обратились к РСФСР за военной поддержкой. 21 февраля Учредительное собрание приняло Конституцию Грузии на сессии в Тифлисе (ныне Тбилиси). 25 февраля части Красной Армии и отряды Ревкома заняли Тифлис, где большевиками была провозглашена Социалистическая Советская Республика Грузия. К марту советская власть была установлена в Южной Осетии и Абхазии. 17 марта было заключено перемирие, 18 марта — соглашение, позволявшее Красной Армии занять Батуми, освобождённый от турок войсками ГДР. В тот же день правительство Грузии эмигрировало за границу.
|        | Портрет | Имя (годы жизни)                                                          | Полномочия   | Полномочия    | Партия                               | Наименование должности                                                                           | Пр.           |
| Начало | Портрет | Имя (годы жизни)                                                          | Окончание    |               | Партия                               | Наименование должности                                                                           | Пр.           |
| ------ | ------- | ------------------------------------------------------------------------- | ------------ | ------------- | ------------------------------------ | ------------------------------------------------------------------------------------------------ | ------------- |
| 1      |         | Ной Виссарионович Рамишвили (1881—1930) груз. ნოე ბესარიონის ძე რამიშვილი | 26 мая 1918  | 24 июля 1918  | Социал-демократическая партия Грузии | Председатель Правительства Республики Грузия груз. საქართველოს რესპუბლიკის მთავრობის თავმჯდომარე | [ 12 ] [ 13 ] |
| 2      |         | Ной Николаевич Жордания (1868—1953) груз. ნოე ნიკოლოზის ძე ჟორდანია       | 24 июля 1918 | 17 марта 1921 | Социал-демократическая партия Грузии | Председатель Правительства Республики Грузия груз. საქართველოს რესპუბლიკის მთავრობის თავმჯდომარე | [ 14 ] [ 15 ] |

### Правительство в изгнании
18 марта 1921 года, после занятия советскими войсками Батуми, состоялось заседание Учредительного собрания, члены которого проголосовали за создание Национального правительства во главе с Жорданией в эмиграции. В тот же день правительство отправилось в Константинополь (ныне Стамбул), а оттуда — в Лёвиль-сюр-Орж, где эмигранты нашли политическое убежище. Правительство поддерживало Комитет по вопросам независимости Грузии — подпольную антисоветскую организацию, осуществившую неудачное восстание против большевиков. После вступления СССР в Лигу Наций в сентябре 1934 года Национальное правительство фактически прекратило свою деятельность. После смерти Жордании в январе 1953 года новым главой правительства в изгнании стал Евгений Гегечкори, со смертью которого в июне 1954 года Национальное правительство прекратило существование.
|        | Портрет | Имя (годы жизни)                                                        | Полномочия     | Полномочия     | Партия                               | Наименование должности                                                                | Пр.           |
| Начало | Портрет | Имя (годы жизни)                                                        | Окончание      |                | Партия                               | Наименование должности                                                                | Пр.           |
| ------ | ------- | ----------------------------------------------------------------------- | -------------- | -------------- | ------------------------------------ | ------------------------------------------------------------------------------------- | ------------- |
| А      |         | Ной Николаевич Жордания (1868—1953) груз. ნოე ნიკოლოზის ძე ჟორდანია     | 18 марта 1921  | 11 января 1953 | Социал-демократическая партия Грузии | Глава Национального правительства Грузии груз. საქართველოს ეროვნული მთავრობის მეთაური | [ 14 ] [ 15 ] |
| Б      |         | Евгений Петрович Гегечкори (1881—1954) груз. ევგენი პეტრეს ძე გეგეჭკორი | 11 января 1953 | 5 июня 1954    | Социал-демократическая партия Грузии | Глава Национального правительства Грузии груз. საქართველოს ეროვნული მთავრობის მეთაური | [ 18 ]        |

## ССР Грузия в составе ЗСФСР (1922—1936)
После начавшегося 11 февраля 1921 года большевистского восстания в восточной Грузии 16 февраля был создан Революционный комитет Грузии, отряды которого 25 февраля вместе с Красной Армией заняли столицу ГДР Тифлис, где в тот же день большевиками была провозглашена Социалистическая Советская Республика Грузия (груз. საქართველოს სოციალისტური საბჭოთა რესპუბლიკა). 16 марта между правительствами Турции и РСФСР был заключён Московский договор, по которому Турция отказывалась от Батуми и северных районов Аджарии, признавая последнюю автономной частью Грузии. На I Всегрузинском съезде Советов, проходившем 25 февраля — 4 марта 1922 года, была принята Конституция ССР Грузия и избран Центральный исполнительный комитет Советов, который сформировал Совет народных комиссаров — правительство Грузии. 12 марта Грузия подписала с советскими Арменией и Азербайджаном договор о создании Федеративного Союза Социалистических Советских Республик Закавказья, который 13 декабря был преобразован в Закавказскую Социалистическую Федеративную Советскую Республику (ЗСФСР). 30 декабря Грузия в составе ЗСФСР вошла в СССР.
В августе—сентябре 1924 года в западной Грузии произошло антисоветское вооружённое восстание, возглавляемое Комитетом по вопросам независимости Грузии направленное на восстановление независимой Грузинской Демократической Республики..
В 1931 году статус ССР Абхазия, входившей в ЗСФСР через договорные отношения с Грузией, был понижен до автономной республики в составе Грузии. 5 декабря 1936 года на чрезвычайном VIII Всесоюзном съезде Советов была принята новая Конституция СССР, в которой были отражены упразднение ЗСФСР, новое название Грузии (Грузинская Советская Социалистическая Республика) и её вхождение в состав СССР на правах союзной республики.
Курсивом и серым цветом выделены даты начала и окончания полномочий Михаила Окуджавы, временно замещавшего Поликарпа Мдивани в период его отъезда с дипломатической миссией.
|        | Портрет | Имя (годы жизни)                                                                      | Полномочия       | Полномочия       | Партия                                       | Наименование должности | Пр.                  |
| Начало | Портрет | Имя (годы жизни)                                                                      | Окончание        |                  | Партия                                       | Наименование должности | Пр.                  |
| ------ | ------- | ------------------------------------------------------------------------------------- | ---------------- | ---------------- | -------------------------------------------- | --- | -------------------- |
| и. о.  |         | Михаил Степанович Окуджава (1883—1937) груз. მიხეილ სტეფანეს ძე ოკუჯავა               | 7 марта 1922     | 19 апреля 1922   | Коммунистическая партия (большевиков) Грузии | Заместитель Председателя Совета народных комиссаров Социалистической Советской Республики Грузия груз. საქართველოს სოციალისტური საბჭოთა რესპუბლიკის სახალხო კომისართა საბჭოს თავმჯდომარის მოადგილე | [ 26 ]               |
| 3      |         | Поликарп Гургенович Мдивани (1877—1937) груз. პოლიკარპე Գուրգենի ძე მდივანი           | 7 марта 1922     | 19 апреля 1922   | Коммунистическая партия (большевиков) Грузии | Председатель Совета народных комиссаров Социалистической Советской Республики Грузия груз. საქართველოს სოციალისტური საბჭოთა რესპუბლიკის სახალხო კომისართა საბჭოს თავმჯდომარე                       | [ 27 ]               |
| 4      |         | Сергей Иванович Кавтарадзе (1885—1971) груз. სერგო ივანეს ძე ქავთარაძე                | 19 апреля 1922   | 22 января 1923   | Коммунистическая партия (большевиков) Грузии | Председатель Совета народных комиссаров Социалистической Советской Республики Грузия груз. საქართველოს სოციალისტური საბჭოთა რესპუბლიკის სახალხო კომისართა საბჭოს თავმჯდომარე                       | [ 28 ] [ 29 ]        |
| 5      |         | Шалва Зурабович Элиава (1883—1937) груз. შალვა ზურაბის ძე ელიავა                      | 22 января 1923   | 14 июня 1927     | Коммунистическая партия (большевиков) Грузии | Председатель Совета народных комиссаров Социалистической Советской Республики Грузия груз. საქართველოს სოციალისტური საბჭოთა რესპუბლიკის სახალხო კომისართა საბჭოს თავმჯდომარე                       | [ 30 ] [ 31 ] [ 32 ] |
| 6      |         | Лаврентий Иосифович Картвелишвили (1890—1938) груз. ლავრენტი იოსების ძე ქართველიშვილი | 14 июня 1927     | 1 марта 1929     | Коммунистическая партия (большевиков) Грузии | Председатель Совета народных комиссаров Социалистической Советской Республики Грузия груз. საქართველოს სოციალისტური საბჭოთა რესპუბლიკის სახალხო კომისართა საბჭოს თავმჯდომარე                       | [ 33 ] [ 34 ] [ 35 ] |
| 7      |         | Филипп Иесеевич Махарадзе (1868—1941) груз. ფილიპე იესეს ძე მახარაძე                  | 1 марта 1929     | 20 февраля 1931  | Коммунистическая партия (большевиков) Грузии | Председатель Совета народных комиссаров Социалистической Советской Республики Грузия груз. საქართველოს სოციალისტური საბჭოთა რესპუბლიკის სახალხო კომისართა საბჭოს თავმჯდომარე                       | [ 36 ] [ 37 ] [ 38 ] |
| 8      |         | Владимир Павлович Сухишвили (1904—1937) груз. ვლადიმირ პავლეს ძე სუხიშვილი            | 20 февраля 1931  | 17 сентября 1931 | Коммунистическая партия (большевиков) Грузии | Председатель Совета народных комиссаров Социалистической Советской Республики Грузия груз. საქართველოს სოციალისტური საბჭოთა რესპუბლიკის სახალხო კომისართა საბჭოს თავმჯდომარე                       | [ 39 ]               |
| 9      |         | Герман Андреевич Мгалоблишвили (1884—1937) груз. გერმანე ანდრიას ძე მგალობლიშვილი     | 17 сентября 1931 | 5 декабря 1936   | Коммунистическая партия (большевиков) Грузии | Председатель Совета народных комиссаров Социалистической Советской Республики Грузия груз. საქართველოს სოციალისტური საბჭოთა რესპუბლიკის სახალხო კომისართა საბჭოს თავმჯდომარე                       | [ 40 ]               |

## Грузинская ССР (1936—1991) в составе СССР
5 декабря 1936 года на чрезвычайном VIII Всесоюзном съезде Советов была принята новая Конституция СССР, в которой, кроме прочего, было отражено новое название Грузии, как союзной республики СССР, — Грузинская Советская Социалистическая Республика (груз. საქართველოს საბჭოთა სოციალისტური რესპუბლიკა). В феврале 1937 года на Всегрузинском съезде Советов была принята новая грузинская конституция, согласно которой высшим органом законодательной власти в Грузии стал Верховный Совет (ВС), избираемый на 4 года. В 1970-х годах в грузинском обществе усилились националистические тенденции, возникли диссидентские группы. В 1980-х годах в условиях либерализации и ослабления советской системы грузинский национализм получил массовую поддержку в республике, образовались политические партии, выступавшие за выход Грузии из состава СССР.
В октябре 1990 года на выборах в Верховный Совет победила коалиция «Круглый стол — Свободная Грузия». 14 ноября Верховный Совет объявил о переходном периоде в республике, изменил посредством поправок в конституцию название страны на «Республику Грузия». В марте 1991 года вместо референдума о сохранении СССР был проведён референдум о восстановлении независимости Грузии. 9 апреля на основании результатов референдума (99 % проголосовавших поддержали независимость) Верховный совет Республики Грузия принял «Акт о восстановлении государственной независимости», а также провозгласил действительными «Акт о независимости» 1918 года и Конституцию 1921 года.
|           | Портрет       | Имя (годы жизни)                                                                      | Полномочия       | Полномочия | Партия | Наименование должности | Пр.           |
| Начало    | Портрет       | Имя (годы жизни)                                                                      | Окончание        | | Партия | Наименование должности | Пр.           |
| --------- | ------------- | ------------------------------------------------------------------------------------- | ---------------- | --- | --- | --- | ------------- |
| (9)       |               | Герман Андреевич Мгалоблишвили (1884—1937) груз. გერმანე ანდრიას ძე მგალობლიშვილი     | 5 декабря 1936   | 9 июля 1937 | Коммунистическая партия (большевиков) Грузии | Председатель Совета народных комиссаров Грузинской Советской Социалистической Республики груз. საქართველოს საბჭოთა სოციალისტური რესპუბლიკის სახალხო კომისართა საბჭოს თავმჯდომარე | [ 40 ]        |
| 10 (I—II) |               | Валериан Минаевич Бакрадзе (1901—1971) груз. ვალელრიან მინას ძე ბაქრაძე               | 9 июля 1937      | 27 марта 1946 | Коммунистическая партия (большевиков) Грузии | Председатель Совета народных комиссаров Грузинской Советской Социалистической Республики груз. საქართველოს საბჭოთა სოციალისტური რესპუბლიკის სახალხო კომისართა საბჭოს თავმჯდომარე | [ 41 ]        |
| 10 (I—II) | 27 марта 1946 | Валериан Минаевич Бакрадзе (1901—1971) груз. ვალელრიან მინას ძე ბაქრაძე               | 18 декабря 1946  | Председатель Совета министров Грузинской Советской Социалистической Республики груз. საქართველოს საბჭოთა სოციალისტური რესპუბლიკის მინისტრთა საბჭოს თავმჯდომარე | Коммунистическая партия (большевиков) Грузии | | [ 41 ]        |
| 11        |               | Захарий Николаевич Чхубианишвили (1903—1980) груз. ზაქარია ნიკოლოზის ძე ჩხუბიანიშვილი | 18 декабря 1946  | Председатель Совета министров Грузинской Советской Социалистической Республики груз. საქართველოს საბჭოთა სოციალისტური რესპუბლიკის მინისტრთა საბჭოს თავმჯდომარე | Коммунистическая партия (большевиков) Грузии | 5 апреля 1952 | [ 42 ]        |
| 12        |               | Захарий Николаевич Кецховели (1902—1970) груз. ზაქარია ნიკოლოზის ძე კეცხოველი         | 5 апреля 1952    | Председатель Совета министров Грузинской Советской Социалистической Республики груз. საქართველოს საბჭოთა სოციალისტური რესპუბლიკის მინისტრთა საბჭოს თავმჯდომარე | Коммунистическая партия (большевиков) Грузии | 15 апреля 1953 | [ 43 ]        |
| 10 (III)  |               | Валериан Минаевич Бакрадзе (1901—1971) груз. ვალელრიან მინას ძე ბაქრაძე               | 15 апреля 1953   | Председатель Совета министров Грузинской Советской Социалистической Республики груз. საქართველოს საბჭოთა სოციალისტური რესპუბლიკის მინისტრთა საბჭოს თავმჯდომარე | 21 сентября 1953 | Коммунистическая партия Грузии | [ 41 ]        |
| 13        |               | Гиви Дмитриевич Джавахишвили (1912—1985) груз. გივი დიმიტრის ძე ჯავახიშვილი           | 21 сентября 1953 | Председатель Совета министров Грузинской Советской Социалистической Республики груз. საქართველოს საბჭოთა სოციალისტური რესპუბლიკის მინისტრთა საბჭოს თავმჯდომარე | 17 декабря 1975 | Коммунистическая партия Грузии | [ 44 ] [ 45 ] |
| 14        |               | Зураб Александрович Патаридзе (1928—1982) груз. ზურაბ ალექსანდრეს ძე პატარიძე         | 17 декабря 1975  | Председатель Совета министров Грузинской Советской Социалистической Республики груз. საქართველოს საბჭოთა სოციალისტური რესპუბლიკის მინისტრთა საბჭოს თავმჯდომარე | 5 июня 1982 | Коммунистическая партия Грузии | [ 46 ] [ 47 ] |
| и. о.     |               | Нодари Амросиевич Читанава (1935—) груз. ნოდარ ამბროსის ძე ჭითანავა                   | 5 июня 1982      | 2 июля 1982 | Заместитель Председателя Совета министров Грузинской Советской Социалистической Республики груз. საქართველოს საბჭოთა სოციალისტური რესპუბლიკის მინისტრთა საბჭოს თავმჯდომარის მოადგილე | Коммунистическая партия Грузии | [ 48 ]        |
| 15        |               | Дмитрий Леванович Картвелишвили (1927—2009) груз. დიმიტრი ლევანის ძე ქართველიშვილი    | 2 июля 1982      | 11 апреля 1986 | Председатель Совета министров Грузинской Советской Социалистической Республики груз. საქართველოს საბჭოთა სოციალისტური რესპუბლიკის მინისტრთა საბჭოს თავმჯდომარე                       | Коммунистическая партия Грузии | [ 49 ]        |
| 16        |               | Отар Евтихиевич Черкезия (1933—2004) груз. ოთარ ევტიხი ძე ჩერქეზია                    | 11 апреля 1986   | 29 марта 1989 | Председатель Совета министров Грузинской Советской Социалистической Республики груз. საქართველოს საბჭოთა სოციალისტური რესპუბლიკის მინისტრთა საბჭოს თავმჯდომარე                       | Коммунистическая партия Грузии | [ 50 ]        |
| 17        |               | Зураб Амвросиевич Чхеидзе (1930—2007) груз. ზურაბ ამბროსის ძე ჩხეიძე                  | 29 марта 1989    | 14 апреля 1989 | Председатель Совета министров Грузинской Советской Социалистической Республики груз. საქართველოს საბჭოთა სოციალისტური რესპუბლიკის მინისტრთა საბჭოს თავმჯდომარე                       | Коммунистическая партия Грузии | [ 51 ]        |
| 18        |               | Нодари Амросиевич Читанава (1935—) груз. ნოდარ ამბროსის ძე ჭითანავა                   | 14 апреля 1989   | 14 ноября 1990 | Председатель Совета министров Грузинской Советской Социалистической Республики груз. საქართველოს საბჭოთა სოციალისტური რესპუბლიკის მინისტრთა საბჭოს თავმჯდომარე                       | Коммунистическая партия Грузии | [ 48 ]        |
| 19 (I)    |               | Тенгиз Ипполитович Сигуа (1924—2020) груз. თენგიზ იპოლიტე ძე სიგუა                    | 14 ноября 1990   | 9 апреля 1991 | беспартийный | Председатель Совета министров Республики Грузия груз. საქართველოს რესპუბლიკის მინისტრთა საბჭოს თავმჯდომარე                                                                       | [ 52 ]        |

## Восстановление независимости (с 1991)
14 ноября 1990 года Верховный Совет Грузинской ССР объявил о переходном периоде в республике и изменил посредством поправок в советскую конституцию название страны на «Республику Грузия» (груз. საქართველოს რესპუბლიკა). 9 апреля 1991 года на основании результатов проведённого неделей ранее референдума Верховный совет Республики Грузия принял «Акт о восстановлении государственной независимости».
Новая Конституция, основанная на принципах Конституции 1921 года, была принята Парламентом 24 августа 1995 года и вступила в силу 17 октября. Было введено новое название страны — Грузия (груз. საქართველო), при этом пост главы правительства не был предусмотрен, а вопросы организации работы кабинета, его представление перед другими институциями (включая законодательные инициативы) были отнесены к компетенции государственного министра (груз. სახელმწიფო მინისტრი). В 2004 году при внесении изменений в конституцию пост премьер-министра был восстановлен.
|                                                                    | Портрет                                                            | Имя (годы жизни)                                                                       | Полномочия                                                         | Полномочия                                                         | Партия                                                             | Выборы                                                             | Кабинет                                                            | Пр.                                                                |
| Начало                                                             | Портрет                                                            | Имя (годы жизни)                                                                       | Окончание                                                          |                                                                    | Партия                                                             | Выборы                                                             | Кабинет                                                            | Пр.                                                                |
| председатель Совета министров (груз. მინისტრთა საბჭოს თავმჯდომარე) | председатель Совета министров (груз. მინისტრთა საბჭოს თავმჯდომარე) | председатель Совета министров (груз. მინისტრთა საბჭოს თავმჯდომარე)                     | председатель Совета министров (груз. მინისტრთა საბჭოს თავმჯდომარე) | председатель Совета министров (груз. მინისტრთა საბჭოს თავმჯდომარე) | председатель Совета министров (груз. მინისტრთა საბჭოს თავმჯდომარე) | председатель Совета министров (груз. მინისტრთა საბჭოს თავმჯდომარე) | председатель Совета министров (груз. მინისტრთა საბჭოს თავმჯდომარე) | председатель Совета министров (груз. მინისტრთა საბჭოს თავმჯდომარე) |
| ------------------------------------------------------------------ | ------------------------------------------------------------------ | -------------------------------------------------------------------------------------- | ------------------------------------------------------------------ | ------------------------------------------------------------------ | ------------------------------------------------------------------ | ------------------------------------------------------------------ | ------------------------------------------------------------------ | ------------------------------------------------------------------ |
| 19 (I)                                                             |                                                                    | Тенгиз Ипполитович Сигуа (1924—2020) груз. თენგიზ იპოლიტე ძე სიგუა                     | 9 апреля 1991                                                      | 18 августа 1991                                                    | беспартийный                                                       | 1990                                                               | Сигуа (I)                                                          | [ 52 ]                                                             |
| премьер-министр (груз. პრემიერ-მინისტრი)                           |                                                                    |                                                                                        |                                                                    |                                                                    |                                                                    |                                                                    |                                                                    |                                                                    |
| и. о.                                                              |                                                                    | Мурман Мелитонович Оманидзе (1938—2020) груз. მურმან მელიტონის ძე ომანიძე              | 18 августа 1991                                                    | 23 августа 1991                                                    | беспартийный                                                       | 1990                                                               | Сигуа (I)                                                          | [ 54 ]                                                             |
| 20                                                                 |                                                                    | Виссарион Паатович Гугушвили (1945—) груз. ბესარიონ პაატას ძე გუგუშვილი                | 23 августа 1991                                                    | 6 января 1992                                                      | коалиция «Круглый стол — Свободная Грузия»                         | 1990                                                               | Гугушвили                                                          | [ 55 ]                                                             |
| и. о.                                                              |                                                                    | Тенгиз Ипполитович Сигуа (1924—2020) груз. თენგიზ იპოლიტე ძე სიგუა                     | 6 января 1992                                                      | 8 ноября 1992                                                      | беспартийный                                                       | —                                                                  | —                                                                  | [ 52 ]                                                             |
| 19 (II)                                                            | 8 ноября 1992                                                      | Тенгиз Ипполитович Сигуа (1924—2020) груз. თენგიზ იპოლიტე ძე სიგუა                     | 6 августа 1993                                                     | 1992                                                               | беспартийный                                                       | Сигуа (II)                                                         |                                                                    | [ 52 ]                                                             |
| и. о.                                                              |                                                                    | Эдуард Амвросиевич Шеварднадзе (1928—2014) груз. ედუარდ ამბროსის ძე შევარდნაძე         | 6 августа 1993                                                     | 1992                                                               | беспартийный                                                       | Сигуа (II)                                                         | 20 августа 1993                                                    | [ 56 ] [ 57 ]                                                      |
| 21                                                                 |                                                                    | Отари Амбакович Пацация (1929—2021) груз. ოთარ ამბაკოს ძე ფაცაცია                      | 20 августа 1993                                                    | 1992                                                               | беспартийный                                                       | 5 октября 1995                                                     | Пацация                                                            | [ 58 ]                                                             |
| и. о.                                                              |                                                                    | Бакур Давидович Гулуа (1946—) груз. ბაკურ დავითის ძე გულუა                             | 5 октября 1995                                                     | 1992                                                               | 8 декабря 1995                                                     | Союз граждан Грузии                                                | Пацация                                                            | [ 59 ]                                                             |
| государственный министр (груз. სახელმწიფო მინისტრი)                |                                                                    |                                                                                        |                                                                    |                                                                    |                                                                    |                                                                    |                                                                    |                                                                    |
| 22                                                                 |                                                                    | Николоз Михайлович Лекишвили (1947—2025) груз. ნიკოლოზ მიხეილის ძე ლეკიშვილი           | 8 декабря 1995                                                     | 7 августа 1998                                                     | Союз граждан Грузии                                                | 1995                                                               | Лекишвили                                                          | [ 60 ]                                                             |
| 23                                                                 |                                                                    | Важа Георгиевич Лордкипанидзе (1949—) груз. ვაჟა გიორგის ძე ლორთქიფანიძე               | 7 августа 1998                                                     | 11 мая 2000                                                        | Союз граждан Грузии                                                | 1995                                                               | Лордкипанидзе                                                      | [ 61 ]                                                             |
| 24                                                                 |                                                                    | Георгий Лонгинозович Арсенишвили (1942—2010) груз. გიორგი ლონგინოზის ძე არსენიშვილი    | 11 мая 2000                                                        | 21 декабря 2001                                                    | Союз граждан Грузии                                                | 1999                                                               | Арсенишвили                                                        | [ 62 ]                                                             |
| 25                                                                 |                                                                    | Автандил Христофорович Джорбенадзе (1951—2024) груз. ავთანდილ ქრისტეფორეს ძე ჯორბენაძე | 21 декабря 2001                                                    | 27 ноября 2003                                                     | Союз граждан Грузии                                                | 1999                                                               | Джорбенадзе                                                        | [ 63 ]                                                             |
| 26 (I)                                                             |                                                                    | Зураб Виссарионович Жвания (1963—2005) груз. ზურაბ ბესარიონის ძე ჟვანია                | 27 ноября 2003                                                     | 17 февраля 2004                                                    | блок «Бурджанадзе — демократы»                                     | 2003                                                               | Жвания (I)                                                         | [ 64 ]                                                             |
| С 6 февраля 2004 года — премьер-министр (груз. პრემიერ-მინისტრი)   |                                                                    |                                                                                        |                                                                    |                                                                    |                                                                    |                                                                    |                                                                    |                                                                    |
| 26 (II)                                                            |                                                                    | Зураб Виссарионович Жвания (1963—2005) груз. ზურაბ ბესარიონის ძე ჟვანია                | 17 февраля 2004                                                    | 3 февраля 2005                                                     | блок «Бурджанадзе — демократы»                                     | 2003                                                               | Жвания (II)                                                        | [ 64 ]                                                             |
| и. о.                                                              |                                                                    | Михаил Николаевич Саакашвили (1967—) груз. მიხეილ ნიკოლოზის ძე სააკაშვილი              | 3 февраля 2005                                                     | 17 февраля 2005                                                    | Единое национальное движение                                       | 2004                                                               | Жвания (II)                                                        | [ 65 ] [ 66 ]                                                      |
| 27 (I—II)                                                          |                                                                    | Зураб Темурович Ногаидели (1965—) груз. ზურაბ თემურის ძე ნოღაიდელი                     | 17 февраля 2005                                                    | 24 июля 2006                                                       | Единое национальное движение                                       | 2004                                                               | Ногаидели (I)                                                      | [ 67 ]                                                             |
| 27 (I—II)                                                          | 24 июля 2006                                                       | Зураб Темурович Ногаидели (1965—) груз. ზურაბ თემურის ძე ნოღაიდელი                     | 16 ноября 2007                                                     | Ногаидели (II)                                                     | Единое национальное движение                                       | 2004                                                               |                                                                    | [ 67 ]                                                             |
| и. о.                                                              |                                                                    | Георгий Акакиевич Барамидзе (1968—) груз. გიორგი აკაკის ძე ბარამიძე                    | 16 ноября 2007                                                     | Ногаидели (II)                                                     | Единое национальное движение                                       | 2004                                                               | 22 ноября 2007                                                     | [ 68 ]                                                             |
| 28 (I—II)                                                          |                                                                    | Владимир Ираклиевич Гургенидзе (1970—) груз. ვლადიმერ ირაკლის ძე გურგენიძე             | 22 ноября 2007                                                     | 31 января 2008                                                     | беспартийный                                                       | 2004                                                               | Гургенидзе (I)                                                     | [ 69 ]                                                             |
| 28 (I—II)                                                          | 31 января 2008                                                     | Владимир Ираклиевич Гургенидзе (1970—) груз. ვლადიმერ ირაკლის ძე გურგენიძე             | 1 ноября 2008                                                      | Гургенидзе (II)                                                    | беспартийный                                                       | 2004                                                               |                                                                    | [ 69 ]                                                             |
| 29                                                                 |                                                                    | Григол Зурабович Мгалоблишвили (1973—) груз. გრიგოლ ზურაბის ძე მგალობლიშვილი           | 1 ноября 2008                                                      | 6 февраля 2009                                                     | беспартийный                                                       | 2008                                                               | Мгалоблишвили                                                      | [ 70 ]                                                             |
| 30 (I—II)                                                          |                                                                    | Николоз Зурабович Гилаури (1975—) груз. ნიკოლოზ ზურაბის ძე გილაური                     | 6 февраля 2009                                                     | 2 июля 2010                                                        | беспартийный                                                       | 2008                                                               | Гилаури (I)                                                        | [ 71 ]                                                             |
| 30 (I—II)                                                          | 2 июля 2010                                                        | Николоз Зурабович Гилаури (1975—) груз. ნიკოლოზ ზურაბის ძე გილაური                     | 4 июля 2012                                                        | Гилаури (II)                                                       | беспартийный                                                       | 2008                                                               |                                                                    | [ 71 ]                                                             |
| 31                                                                 |                                                                    | Иване Сергеевич Мерабишвили (1968—) груз. ივანე სერგოს ძე მერაბიშვილი                  | 4 июля 2012                                                        | 25 октября 2012                                                    | Единое национальное движение                                       | 2008                                                               | Мерабишвили                                                        | [ 72 ]                                                             |
| 32                                                                 |                                                                    | Бидзина Григорьевич Иванишвили (1956—) груз. ბიძინა გრიგოლის ძე ივანიშვილი             | 25 октября 2012                                                    | 20 ноября 2013                                                     | Грузинская мечта — Демократическая Грузия                          | 2012                                                               | Иванишвили                                                         | [ 73 ]                                                             |
| 33 (I)                                                             |                                                                    | Ираклий Тариелович Гарибашвили (1982—) груз. ირაკლი ტარიელის ძე ღარიბაშვილი            | 20 ноября 2013                                                     | 30 декабря 2015                                                    | Грузинская мечта — Демократическая Грузия                          | 2012                                                               | Гарибашвили                                                        | [ 74 ]                                                             |
| 34 (I—II)                                                          |                                                                    | Георгий Джемалович Квирикашвили (1967—) груз. გიორგი ჯემალის ძე კვირიკაშვილი           | 30 декабря 2015                                                    | 26 ноября 2016                                                     | Грузинская мечта — Демократическая Грузия                          | 2012                                                               | Квирикашвили (II)                                                  | [ 75 ]                                                             |
| 34 (I—II)                                                          | 26 ноября 2016                                                     | Георгий Джемалович Квирикашвили (1967—) груз. გიორგი ჯემალის ძე კვირიკაშვილი           | 20 июня 2018                                                       | 2016                                                               | Грузинская мечта — Демократическая Грузия                          | Квирикашвили (II)                                                  |                                                                    | [ 75 ]                                                             |
| 35                                                                 |                                                                    | Мамука Бахтадзе (1982—) груз. მამუკა ბახტაძე                                           | 20 июня 2018                                                       | 2016                                                               | Грузинская мечта — Демократическая Грузия                          | 8 сентября 2019                                                    | Бахтадзе                                                           | [ 76 ]                                                             |
| 36 (I—II)                                                          |                                                                    | Георгий Заурович Гахария (1975—) груз. გიორგი ზაურის ძე გახარია                        | 8 сентября 2019                                                    | 2016                                                               | Грузинская мечта — Демократическая Грузия                          | 24 декабря 2020                                                    | Гахария (I)                                                        | [ 77 ]                                                             |
| 36 (I—II)                                                          | 24 декабря 2020                                                    | Георгий Заурович Гахария (1975—) груз. გიორგი ზაურის ძე გახარია                        | 18 февраля 2021                                                    | 2020                                                               | Грузинская мечта — Демократическая Грузия                          | Гахария (II)                                                       |                                                                    | [ 77 ]                                                             |
| и. о.                                                              |                                                                    | Майя Цкитишвили (1974—) груз. მაია ცქიტიშვილი                                          | 18 февраля 2021                                                    | 2020                                                               | Грузинская мечта — Демократическая Грузия                          | Гахария (II)                                                       | 22 февраля 2021                                                    | [ 78 ]                                                             |
| 33 (II)                                                            |                                                                    | Ираклий Тариелович Гарибашвили (1982—) груз. ირაკლი ტარიელის ძე ღარიბაშვილი            | 22 февраля 2021                                                    | 2020                                                               | Грузинская мечта — Демократическая Грузия                          | 8 февраля 2024                                                     | Гарибашвили (II)                                                   | [ 74 ]                                                             |
| 37 (I—II)                                                          |                                                                    | Ираклий Георгиевич Кобахидзе (1978—) груз. ირაკლი გიორგის ძე კობახიძე                  | 8 февраля 2024                                                     | 2020                                                               | Грузинская мечта — Демократическая Грузия                          | 28 ноября 2024                                                     | Кобахидзе (I)                                                      | [ 79 ] [ 80 ]                                                      |
| 37 (I—II)                                                          | 28 ноября 2024                                                     | Ираклий Георгиевич Кобахидзе (1978—) груз. ირაკლი გიორგის ძე კობახიძე                  | действующий                                                        | 2024                                                               | Грузинская мечта — Демократическая Грузия                          | Кобахидзе (II)                                                     |                                                                    | [ 79 ] [ 80 ]                                                      |